# Göygöl
Göygöl (in azero - Göygöl, cioè "lago blu") fino al 2008 veniva chiamata sotto il nome Xanlar. È una città dell'Azerbaigian, capoluogo dell'omonimo distretto. Fu fondata nel 1819 come colonia di Elenendorf dai coloni tedeschi della Svevia.
Fino al 1938, la città fu chiamata Elenendorf, dal 1938 al 2008 - Xanlar in onore del rivoluzionario azero Xanlar Səfərəliyev. Situato sulla riva destra del fiume Gəncəçay (affluente del Kura), a 10 km a sud della città di Gəncə. 
Nelle vicinanze di Göygöl c'è un grande cimitero di tumulo dell'Età del Bronzo - Prima fase dell'Età del ferro (la fine del II - inizio del I millennio a.C.), studiato sin dal 1890. Le ossa erano situate in una posizione estesa o rannicchiata sotto argini di terra o argilla. I tumuli della nobiltà erano distinti dalle grandi dimensioni della camera funeraria. Nella tomba del capo (tumulo numero 1) furono trovati schiavi, cavalli, cammelli e un ricco inventario. Nelle tombe ci sono molte armi di bronzo (spade, pugnali, asce) e ornamenti (anelli temporali, bracciali, ciondoli), cocci di terracotta nera con motivi geometrici, strumenti, ecc. A ovest di Göygöl , è stato trovato un insediamento della stessa epoca con i resti di ampie case ancestrali e piccoli rifugi.

## Periodo di Elenendorf
Il 10 maggio 1817, l'imperatore russo Alessandro I firmò una petizione da 700 famiglie sveve che conteneva le richieste di trasferirli nel Caucaso meridionale. I coloni arrivarono nel luogo designato nell'inverno del 1818, quindi furono costretti a trascorrere l'inverno a Gəncə in famiglie armene che professavano anche il cristianesimo, e solo nella primavera del 1819, durante le vacanze di Pasqua i funzionari governativi stabilirono l'esatto sito di costruzione di Elenendorf, l'ex "insediamento tartaro" Khanakhlar. I fondatori della colonia provenivano principalmente da Reutlingen.

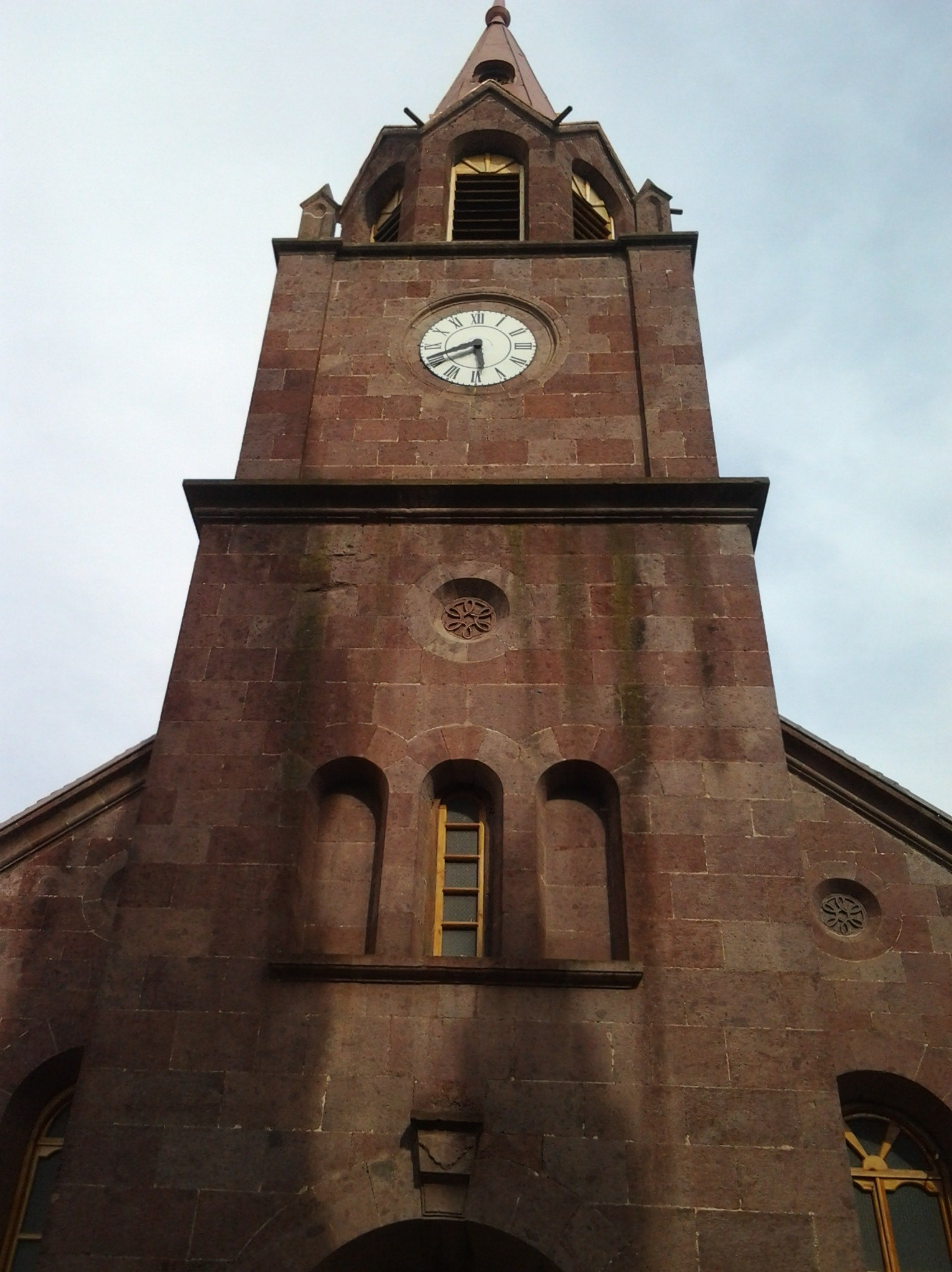
Kirche di Elenendorf

La colonia ricevette il nome di Helenendorf in onore della granduchessa Elena Pavlovna Romanova, figlia di Paolo I e Maria Fedorovna (prima del matrimonio di Sophia Dorothea - Principessa di Württemberg).
Secondo vari dati, i fondatori della colonia Elenendorf erano da 127 a 135 famiglie sveve. Nel 1843, il numero di cittadini di Elenendorf era di 609 persone, nel 1926 erani 2157 persone. Nell'ottobre 1941 (il tempo dello sfratto forzato dei coloni tedeschi dalla Caucaso meridionale) il numero di tedeschi che vivevano a Elenendorf e di quelli soggetti a sfratto fu di 2.675.
Nel 1857 fu costruita una chiesa di pietra nel villaggio, nel 1823 era costruita una scuola in cui i bambini studiavano in due classi.
Nel 1907 fu aperto presso la scuola di Elenendorf un riformatorio per bambini di altri insediamenti svevi del Caucaso meridionale. Entro la fine del XIX secolo, l'occupazione principale dei coloni era la coltivazione dell'uva e la produzione di bevande alcoliche - varie varietà di vino da tavola e da vino, brandy e champagne. I prodotti fabbricati a Elenendorf sono stati venduti dalle ditte locali Fratelli Hummel, Fratelli Forer e Concordia non solo in Russia, in particolare a Mosca e San Pietroburgo, ma anche in Europa. Nel 1903, i coloni di Elenendorf organizzarono la loro propria cooperativa commerciale (Komsum), fornendo agli abitanti della colonia quasi tutto ciò di cui avevano bisogno, comprese le attrezzature per officine e attrezzi agricoli.
Secondo il censimento del 1908, 3525 "anime" vivevano nella colonia: 2384 tedeschi, 400 russi (per lo più cosacchi), 366 armeni, 300 persiani (lavoratori stagionali), 40 lezgini, 30 georgiani, 5 tatari.
Nel 1893, i locali organizzarono la Società tedesca (Deutscher Verein) - un club con una biblioteca, una sala di lettura e una pista da bowling. Più tardi, furono organizzati orchestra di ottoni e orchestra d'archi e uno studio teatrale. Nel 1930 fu aperta una scuola di musica con lezioni di pianoforte e strumenti a corda.
Con l'inizio della Grande Guerra Patriottica, per ordine del Commissario del Popolo degli Affari Interni dell'URSS (n. 001487 dell'11 ottobre 1941) "Sul reinsediamento di persone di nazionalità tedesca dall'Azerbaigian, dalla Georgia e dall'Armenia", i tedeschi di Elenendorf furono deportati a Pavlodar e regione di Astana del Kazakistan.